# Figli e figliastri
Figli e figliastri è il diciottesimo album in studio del cantautore italiano Franco Ricciardi, pubblicato il 15 aprile 2014.

## Descrizione
L'album vede la partecipazione di Gué Pequeno, Clementino, Rocco Hunt, Lucariello, Ivan Granatino ed Enzo Dong.

## Tracce
1. Splendida Venere
2. Champagne (feat. Gué Pequeno)
3. Madama blu
4. Il solito stupido
5. Prima
6. Luna Park (feat. Ivan Granatino)
7. Magari questa notte (feat. Clementino)
8. Prumesse mancate (feat. Enzo Dong)
9. Te sento (feat. Lucariello)
10. So fernut e sord
11. Alice non si meraviglia
12. Avevi ragione tu
13. Treno luntane (feat. Rocco Hunt)
14. Uommene